# U–805
Az U–805 tengeralattjárót a német haditengerészet rendelte a brémai Deutsche Schiff und Maschinenbau AG-től 1941. április 10-én. A hajót 1944. február 12-én vették hadrendbe. Egy harci küldetése volt, hajót nem süllyesztett el.

## Pályafutása
Az U–805 1945. március 17-én futott ki első járőrútjára Bergenből, kapitánya  Richard Bernardelli volt. A német kapituláció a tengeren érte a búvárhajót, így május 15-én a New Hampshire-i Portsmouthnál megadta magát. Az U–805-öt az amerikai haditengerészet USS Sirago nevű tengeralattjárója süllyesztette el Cape Cod közelében 1946. február 8-án.

## Kapitány
| Név                 | Kezdőnap          | Zárónap         |
| ------------------- | ----------------- | --------------- |
| Richard Bernardelli | 1944. február 12. | 1945. május 15. |

## Őrjárat
| Indulás | Indulónap         | Érkezés    | Zárónap         |
| ------- | ----------------- | ---------- | --------------- |
| Bergen  | 1945. március 17. | Portsmouth | 1945. május 15. |